# Nadia Fanchini
Pour les articles homonymes, voir Fanchini.
Nadia Fanchini, née le 25 juin 1986 à Lovere, est une skieuse alpine italienne, entre 2001 et 2020. Elle est la sœur d'Elena et de Sabrina Fanchini.
Elle a participé aux Jeux olympiques d'hiver de 2006 à Turin et de 2014 à Sotchi. Son meilleur résultat sur une épreuve olympique est une quatrième place en 2014 dans le slalom géant. Aux Championnats du monde, elle est montée sur deux podiums en descente.

## Biographie
Nadia Fanchini habite à Montecampione dans la commune d'Artogne et fait partie de l'équipe nationale de ski italienne depuis 2003. Elle appartient au groupe sportif Fiamme Gialle et a disputé sa première course en Coupe du monde le 13 décembre 2003 à Alta Badia.
Elle a remporté trois titres de championne du monde junior : en 2004 à Maribor (Slovénie) en super-G et en 2005 à Bardonèche (Italie) en descente et en slalom géant. Elle a également remporté l'argent en super-G. La même année, aux Championnats du monde de Bormio, elle termine quatrième du super-G.
Elle atteint son premier podium en Coupe du monde le 1er décembre 2006 en se plaçant troisième de la descente à Lake Louise au Canada. Sur la même piste elle obtient le 6 décembre 2008, lors de sa 81e course de Coupe du monde, sa première victoire en super-G. Deux jours auparavant, elle s'était placée sur la seconde marche du podium lors de la descente. Cela faisait depuis mars 2003 (Karen Putzer à Lillehammer) qu'une Italienne n'était plus montée sur la plus haute marche du podium en super-G. Sa sœur Elena Fanchini a également remporté sa première victoire en Coupe du monde en décembre 2005 à Lake Louise.
Lors des Championnats du monde 2009 à Val-d'Isère (France), elle a obtenu une neuvième place dans le super-G qui a été remporté par l'américaine Lindsey Vonn. En ce qui concerne la descente, également remportée par l'Américaine, Nadia termine à la troisième place et remporte le bronze. À la fin de la saison cette année-là, elle termine deuxième au classement de la Coupe du monde de super-G et neuvième au classement général de la Coupe du monde.
Durant le super-G du 31 janvier 2010 à Saint-Moritz (Suisse), Nadia Fanchini chute après seulement quelques secondes de course. Elle a été gravement blessée aux ligaments croisés des deux genoux et n'a par conséquent pas pu participer aux Jeux olympiques de Vancouver 2010.
La saison suivante, la skieuse chute à nouveau lors d'une descente à Cortina d'Ampezzo (Italie). Elle s'en tire avec une rupture du ligament croisé intérieur du genou gauche.
Fin janvier 2012, elle peut officiellement à nouveau participer à une compétition internationale. Elle se fait remarquer en finissant sur le podium du slalom géant à l'occasion de la Coupe d'Europe à Abetone. Elle finit également sixième en Coupe du monde à Ofterschwang (Allemagne) à nouveau en géant.
Le 10 février 2013, elle remporte la médaille d'argent en descente aux Championnats du monde de Schladming (Autriche) derrière la Française Marion Rolland.
Aux Jeux olympiques d'hiver de 2014, elle 10e du super G, 22e de la descente et 4e du slalom géant, pourtant sa discipline la moins forte des trois.
Lors de la saison 2015-2016, elle gagne sa deuxième manche de Coupe du monde à l'occasion de la descente disputée à La Thuile en Italie.
Le 22 avril 2020, elle annonce qu'elle met un terme à sa carrière sportive, en même temps que sa sœur, Elena,.

## Palmarès

### Jeux olympiques d'hiver
| Épreuve / Édition     | Turin 2006 | Sotchi 2014 | Pyeongchang 2018 |
| Descente              | 10e        | 22e         | Abandon          |
| Super G               | 38e        | 10e         | 12e              |
| Slalom géant          | 8e         | 4e          | -                |
| Combiné/Super combiné | 20e        | -           | -                |

### Championnats du monde
| Épreuve / Édition       | Bormio 2005 | Åre 2007     | Val d'Isère 2009 | Garmisch Partenkirchen 2011 | Schladming 2013 | Vail-Beaver Creek 2015 | Åre 2019 |
| Descente                | -           | 13e          | Bronze           | -                           | Argent          | 12e                    | 14e      |
| Super G                 | 4e          | Abandon      | 9e               | -                           | 21e             | 12e                    | 5e       |
| Slalom géant            | Abandon     | -            | -                | -                           | Abandon         | 16e                    | -        |
| Combiné / super combiné | -           | Disqualifiée | -                | -                           | -               | -                      | -        |

### Coupe du monde
- Meilleur classement général : 9e en 2009.
- Deuxième du classement du super G en 2009.
- 13 podiums dont 2 victoires (1 en super G et 1 en descente).

#### Différents classements en Coupe du monde
| Année/Classement | Année/Classement | Général | Général | Descente | Descente | Super G | Super G | Slalom géant | Slalom géant | Slalom | Slalom | Combiné | Combiné |
| ---------------- | ---------------- | ------- | ------- | -------- | -------- | ------- | ------- | ------------ | ------------ | ------ | ------ | ------- | ------- |
| Année/Classement | Année/Classement | Class.  | Points  | Class.   | Points   | Class.  | Points  | Class.       | Points       | Class. | Points | Class.  | Points  |
| 2004             | 2004             | 112e    | 5       | -        | -        | 51e     | 5       | -            | -            | -      | -      | -       | -       |
| 2005             | 2005             | 37e     | 185     | 49e      | 8        | 18e     | 110     | 27e          | 67           | -      | -      | -       | -       |
| 2006             | 2006             | 22e     | 305     | 15e      | 150      | 37e     | 25      | 18e          | 130          | -      | -      | -       | -       |
| 2007             | 2007             | 33e     | 238     | 23e      | 105      | 15e     | 126     | 50e          | 7            | -      | -      | -       | -       |
| 2008             | 2008             | 38e     | 181     | 13e      | 164      | 35e     | 17      | -            | -            | -      | -      | -       | -       |
| 2009             | 2009             | 9e      | 714     | 5e       | 276      | 2e      | 416     | 40e          | 21           | -      | -      | 50e     | 1       |
| 2010             | 2010             | 28e     | 216     | 23e      | 81       | 13e     | 135     | -            | -            | -      | -      | -       | -       |
| 2012             | 2012             | 76e     | 64      | -        | -        | 28e     | 64      | -            | -            | -      | -      | -       | -       |
| 2013             | 2013             | 37e     | 215     | 30e      | 34       | 28e     | 37      | 17e          | 144          | -      | -      | -       | -       |
| 2014             | 2014             | 18e     | 376     | 34e      | 32       | 9e      | 137     | 11e          | 207          | -      | -      | -       | -       |
| 2015             | 2015             | 12e     | 468     | 25e      | 79       | 9e      | 145     | 6e           | 244          | -      | -      | -       | -       |
| 2016             | 2016             | 14e     | 618     | 6e       | 300      | 13e     | 171     | 16e          | 147          | -      | -      | -       | -       |
| 2017             | 2017             | 37e     | 216     | 25e      | 91       | 21e     | 79      | 30e          | 46           | -      | -      | -       | -       |
| 2018             | 2018             | 27e     | 299     | 14e      | 170      | 17e     | 129     | -            | -            | -      | -      | -       | -       |
| 2019             | 2019             | 28e     | 285     | 10e      | 201      | 20e     | 84      | -            | -            | -      | -      | -       | -       |

#### Victoires
| Édition / Épreuve | Descente  | Super G     | Total |
| 2009              | 0         | Lake Louise | 1     |
| 2016              | La Thuile | 0           | 1     |
| Total             | 1         | 1           | 2     |

(État au 22 avril 2020)

### Championnats du monde junior
- Maribor 2004 : 
  -  Médaille d'or en super G.
- Bardonecchia 2005 : 
  -  Médaille d'or en descente.
  -  Médaille d'or en slalom géant.
  -  Médaille d'argent en super G.

### Championnats d'Italie
- Championne de super G en 2004, 2006, 2008, 2014, 2015, 2016 et 2019.
- Championne de descente en 2004, 2006, 2008 et 2019.
- Championne de slalom géant en 2015.